# Centre chorégraphique national
Pour les articles homonymes, voir CCN.
Ne doit pas être confondu avec Centre de développement chorégraphique national.
Centre chorégraphique national (ou CCN) est un label officiel français attribué à des institutions culturelles qui se consacrent à la danse.
Créé en 1984 à l'initiative du Ministère de la Culture et de son ministre de l'époque Jack Lang, le label Centre chorégraphique national a été essentiel à l'expansion du mouvement de la Nouvelle danse française dans les années 1980.
Le label est défini par le décret du 28 mars 2017 relatif aux labels et au conventionnement dans les domaines du spectacle vivant et des arts plastiques.

## Création
En 1984, souhaitant favoriser la décentralisation et atténuer les écarts entre les différentes pratiques artistiques dans le domaine de la danse et de la musique, Jack Lang annonce dix nouvelles mesures visant notamment à favoriser l'essor de la danse, classique comme contemporaine, dans toute la France. Parmi ces mesures figure la création de Centres chorégraphiques nationaux, structures culturelles destinées à la danse et qui devront être dirigées par des artistes chorégraphiques assimilés à des courants artistiques variés, des ballets de répertoire aux compagnies contemporaines. Onze compagnies présentes en région et le CNDC d'Angers vont dès lors être choisis pour former les premiers CCN.
Depuis 1984, neuf autres structures ont été labellisées. Les dernières labellisées, en 1998, sont situées à Biarritz et à Rillieux-la-Pape. 
En 2024, 19 structures labellisées Centre chorégraphique national sont réparties dans 12 régions françaises,.

## Cahier des charges
En vue d'une labellisation Centre chorégraphique national, la structure doit répondre à un cahier des charges définis par l'arrêté du 5 mai 2017 fixant le cahier des missions et des charges relatif au label « Centre chorégraphique national ».  
Pour obtenir le label, la structure devra :
- Disposer du soutien financier d'au moins une collectivité territoriale ;
- Présenter un projet artistique et culturel d'intérêt général, de création, de production ou de diffusion d'envergure nationale ou internationale dans le domaine de la danse ;
- Disposer d'un budget qui garantit la liberté de programmation afin d'assurer la pérennité du projet ;
- Favoriser l'accès du public le plus large et le plus diversifié à travers une politique tarifaire adaptée et la mise en place de programmations et d'actions en dehors de la structure ;
- Mettre en œuvre un programme d'actions et de médiation culturelles notamment vis-à-vis des jeunes et dans le champ de l'action sociale à travers la mise en place d'actions culturelles et d'éducation artistique et culturelle ;
- Disposer d'une direction unique, de moyens humains affectés à la mise en œuvre du projet artistique et culturel et de locaux et d'équipements adaptés aux missions à savoir au moins deux studios de danse dont un d'au moins une surface de 140m2 ;
- Disposer d'une direction assurée par un, une ou plusieurs artistes chorégraphiques et s'engager à l'avenir à ce que le poste de dirigeant de la structure soit pourvu selon une procédure de sélection assurant l'égalité de traitement des candidats[10].

La labellisation entraine pour son bénéficiaire l'obligation de signer une convention pluriannuelle d'objectifs avec l'Etat et la ou les collectivités territoriales partenaires pour une durée de 3 à 4 ans maximum qui résume les modalités de mise en œuvre et d'évaluation du projet artistique et culturel à travers des objectifs concrets et mesurables,.
Le non-respect de ces critères et de la signature de la convention entraîne la suspension temporaire puis le retrait du label et, par conséquent, de l'avantage lié.
Plus particulièrement en ce qui concerne le projet artistique et culturel d'intérêt général, la structure devra :
- Produire des oeuvres chorégraphiques, à la fois celles de la, du ou des artistes chorégraphes dirigeants et celles d'autres artistes ;
- Distribuer les oeuvres chorégraphiques de la, du ou des artistes chorégraphes dirigeants au niveau local, régional, national et international ;
- Diffuser des oeuvres chorégraphiques sur son territoire ;
- Mettre à disposition ses espaces de travail à d'autres artistes et soutenir leurs créations.

Les actions de chacune de ces structures doivent s'intégrer dans les activités culturelles de leurs régions et l'identité de chaque structure dépend directement de la personnalité et des projets artistiques de leurs directions.
D'autres charges incombent aux structures labellisées CCN notamment en matière de formation, de recherche, d'archivages, d'insertion professionnelle etc.
Véritables centres ressources pour la danse, les structures labellisées CCN partagent les mêmes missions qui leur sont confiées par l'État et les collectivités territoriales.

## Avantages
L'obtention du label Centre chorégraphique national permet à la structure récipiendaire de bénéficier d'une subvention annuelle de l'Etat français de 50% d'un budget annuel ciblé à 1,5 million d'euros soit 750 000 euros.

## Association des Centres chorégraphiques nationaux
Dix-neuf structures labellisées Centre chorégraphique national sont réunies au sein de l’Association des Centres chorégraphiques nationaux (ACCN), fondée en 1995 par les directeurs de ces structures et actuellement[Quand ?] présidée par une gouvernance collégiale, composée de Bruno Bouché, Olivia Grandville, Linda Hayford, Lucien Ammar-Arino, Emmanuelle Boisanfray, Alexandre Bourbonnais, Céline Gallet et Yves Kordian. Cette association vise à favoriser les échanges entre les structures récipiendaires du label, et à mener une réflexion autour de leurs missions, de la création, de l'économie ou encore des publics de la danse aujourd'hui.
En 2004, l'ACCN s'est donné trois grands axes de réflexion : faire un état des lieux de la diversité des structures labellisées CCN et amener la réflexion sur les difficultés que cela pose quant à l'écriture de leur histoire et leur évolution ; étudier les moyens avec lesquels élargir les publics de la danse ; questionner la place des structures bénéficiaire du label CCN dans l’économie actuelle de la danse, en termes de production, de diffusion, et d’emplois artistiques.

## Liste des structures labellisées Centre chorégraphique national
En 2024, dix-neuf structures sont labellisées Centre chorégraphique national.
| Commune          | Département           | Région                     | Dénomination structure labellisée                            | Direction | Site internet |
| ---------------- | --------------------- | -------------------------- | ------------------------------------------------------------ | --- | ------------- |
| Grenoble         | Isère                 | Auvergne-Rhône-Alpes       | Centre chorégraphique national de Grenoble                   | Aina Alegre et Yannick Hugron |               |
| Rillieux-la-Pape | Rhône                 | Auvergne-Rhône-Alpes       | Centre chorégraphique national de Rillieux-la-Pape           | Yuval Pick |               |
| Belfort          | Territoire de Belfort | Bourgogne-Franche-Comté    | Viadanse                                                     | Héla Fattoumi et Éric Lamoureux |               |
| Rennes           | Ille-et-Vilaine       | Bretagne                   | Centre chorégraphique national de Rennes et de Bretagne      | Collectif FAIR-E (Bouside Ait Atmane, Iffra Dia, Johanna Faye, Céline Gallet, Linda Hayford, Saïdo Lehlouh, Marion Poupinet, Ousmane Sy) |               |
| Orléans          | Loiret                | Centre-Val de Loire        | Centre chorégraphique national d'Orléans                     | Collectif ÈS |               |
| Tours            | Indre-et-Loire        | Centre-Val de Loire        | Centre chorégraphique national de Tours                      | Thomas Lebrun |               |
| Nancy            | Meurthe-et-Moselle    | Grand Est                  | Ballet de Lorraine                                           | Maud Le Pladec |               |
| Mulhouse         | Haut-Rhin             | Grand Est                  | Ballet de l'Opéra national du Rhin                           | Bruno Bouché |               |
| Roubaix          | Nord                  | Hauts-de-France            | Ballet du Nord                                               | Sylvain Groud |               |
| Créteil          | Val-de-Marne          | Île-de-France              | Centre chorégraphique national de Créteil et du Val-de-Marne | Mehdi Kerkouche |               |
| Caen             | Calvados              | Normandie                  | Centre chorégraphique national de Caen en Normandie          | Alban Richard |               |
| Le Havre         | Seine-Maritime        | Normandie                  | Le Phare                                                     | Fouad Boussouf |               |
| La Rochelle      | Charente-Maritime     | Nouvelle-Aquitaine         | Mille Plateaux                                               | Olivia Grandville |               |
| Biarritz         | Pyrénées-Atlantiques  | Nouvelle-Aquitaine         | Malandain Ballet Biarritz                                    | Thierry Malandain |               |
| Montpellier      | Hérault               | Occitanie                  | Agora – Cité internationale de la danse                      | Jann Gallois, Dominique Hervieu, Pierre Martinez et Hofesh Shechter                                                                      |               |
| Nantes           | Loire-Atlantique      | Pays de la Loire           | Centre chorégraphique national de Nantes                     | Ambra Senatore |               |
| Angers           | Maine-et-Loire        | Pays de la Loire           | Centre national de danse contemporaine                       | Noé Soulier |               |
| Aix-en-Provence  | Bouches-du-Rhône      | Provence-Alpes-Côte d'Azur | Ballet Preljocaj                                             | Angelin Preljocaj |               |
| Marseille        | Bouches-du-Rhône      | Provence-Alpes-Côte d'Azur | Ballet national de Marseille                                 | Collectif (La)Horde |               |